# Alison Sheppard
Pour les articles homonymes, voir Sheppard.
Alison Sheppard, née le 5 novembre 1972 à Glasgow, est une nageuse britannique, spécialiste de nage libre.

## Biographie

### Carrière sportive
Alison Sheppard est sept fois championne du Royaume-Uni en 50 mètres nage libre (1991, 1999 à 2004),,.
Elle remporte également la médaille d'or sur cette distance aux Jeux du Commonwealth de 2002.
Elle est première de la Coupe du monde de natation FINA en 2002-2003.
Elle participe à cinq Jeux olympiques d’été à partir de 1988.

### Vie privée
Alison Sheppard est l'épouse du nageur canadien Gary Vandermeulen (en).

### Reconversion
Alison Sheppard prend sa retraite en 2005 et enseigne la natation à Stirling.